# Dar es Salaam (regio)
Dar es Salaam is een kustregio van Tanzania.
Het is met net geen 1400 vierkante kilometer qua oppervlakte de kleinste regio op het Tanzaniaanse vasteland, maar met ruim 4,3 miljoen inwoners is het wel de regio met de meeste inwoners. De hoofdstad is de gelijknamige havenstad, economische centrum en voormalige hoofdstad van het land Dar es Salaam.
Dar es Salaam grenst aan de Indische Oceaan in het noordoosten en wordt aan alle andere zijden omsloten door de regio Pwani.

## Districten
De regio is onderverdeeld in drie districten:
- Ilala
- Kinondoni
- Temeke